# Marjolein Bastin
Marjolein Bastin-uit den Bogaard (Loenen aan de Vecht, 16 juni 1943) is een Nederlands illustratrice en tekenares van voornamelijk onderwerpen uit de natuur, zoals dieren en planten.

## Levensloop
Marjolein Bastin is een dochter van John Henri uit den Bogaard. Ze heeft een zus, Babette. Ze studeerde aan de Academie voor beeldende kunsten in Arnhem, waar ze haar latere man leerde kennen. Bastin woonde op diverse plekken zoals in Missouri (VS), de Kaaimaneilanden, op de Veluwe, op Ameland en in Zwitserland. Ze woont tegenwoordig in Wekerom.
Bastin heeft een dochter (1973) en een zoon (1974). Haar dochter heeft sinds 2001 de “Marjolein Bastin Kadowinkel” onder haar beheer. Haar zoon is advocaat in Kansas City (VS).

## Werk

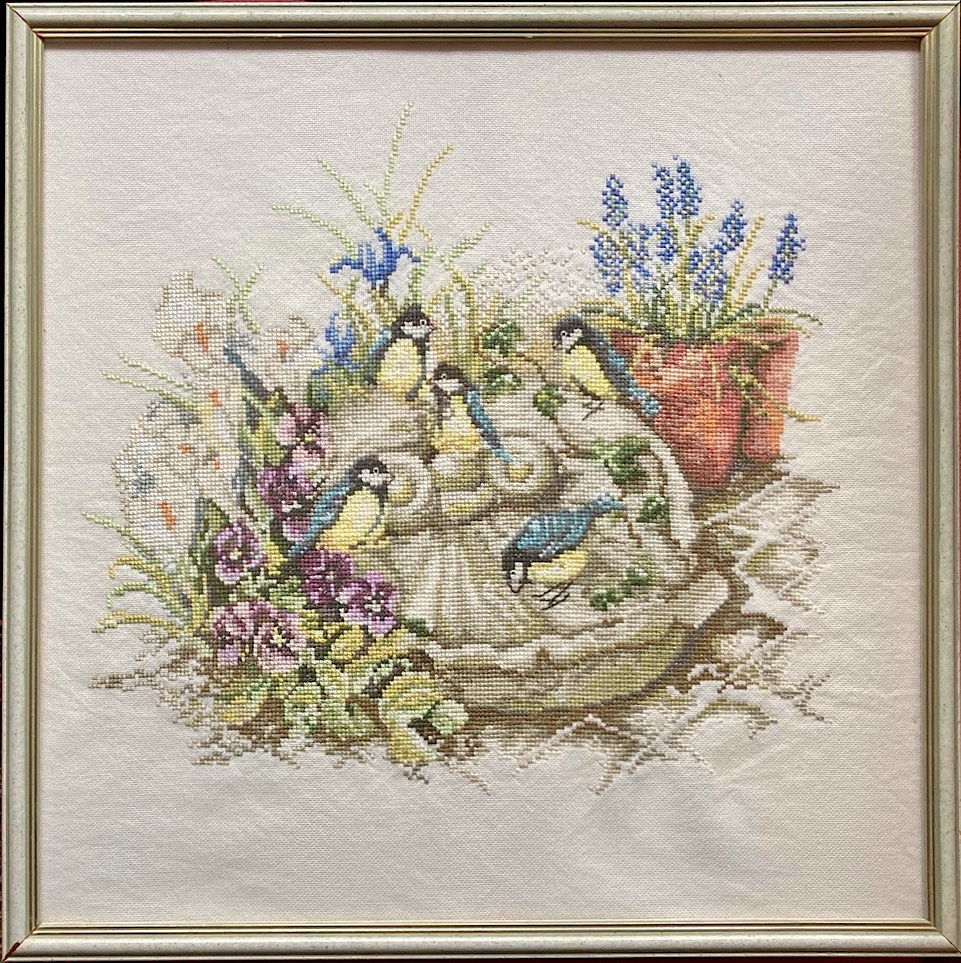
Borduurwerk van koolmeesjes rond een drinkbakje, door Fietje van Leeuwen-Bakker (ca. 1989), naar een patroon van Marjolein Bastin.

Van 1960 tot 1965 werkte Bastin voor verschillende reclamebureaus en uitgeverijen. Vanaf 1974 werkt ze voor het weekblad Libelle, waarin ze vanaf 1980 haar eigen natuurpagina had, enkele jaren later uitgebreid met “Vera de Muis”. Vanaf 1979 werkte ze ook vele jaren voor Grasduinen. Ze maakt ook aquarellen.
Haar tekeningen verschijnen in boeken en op diverse artikelen zoals kalenders, agenda's, kaarten, servies, borduurpakketten, enz., onder andere van het Amerikaanse bedrijf Hallmark. Ze won de publieksprijs voor de beste tekenares van Nederland.

## Boeken
Vanaf 1985 zijn kleine boekjes van Vera de Muis uitgebracht:
- Ik ben Vera (jaar 1985, uitgever VH&W te Weesp)
- De Kleertjes van Vera (jaar 1985, uitgever VH&W te Weesp)
- Vera's knutselboekje (jaar 1985, uitgever VH&W te Weesp)
- Vera en haar vriendjes (jaar 1985, uitgever VH&W te Weesp)
- Vera in de keuken (jaar 1986, uitgever Terra te Zutphen)
- Spelletjes met Vera (jaar 1986, uitgever Terra te Zutphen)
- Vera in de tuin (jaar 1986, uitgever Terra te Zutphen)
- Vera en de wastobbe (jaar 1986, uitgever Terra te Zutphen)
- Vera op het strand (jaar 1988, uitgever Terra te Zutphen)
- Vera in de winter (jaar 1988, uitgever Terra te Zutphen)
- Vera viert feest (jaar 1988, uitgever Terra te Zutphen)
- Vera helpt een handje (jaar 1988, uitgever Terra te Zutphen)

Samen met Frans Buissink heeft Marjolein Bastin diverse natuurboeken gemaakt:
- Vier seizoenen
- Levend landschap
- Een kleine Wereld
- Jonge dierenalbum
- De vogels van Marjolein Bastin

Daarnaast heeft ze samen met Nico de Haan een reeks toegankelijke boekjes 'Kijk op vogels' gemaakt. In deze reeks verschenen vanaf 1992 onder andere:
- In stad en park
- Op het platteland
- In bos en hei
- Om het huis
- In de tuin

In 2013 illustreert zij de internetcursus Vogelzang en tuintips van Nico de Haan.

## Tentoonstellingen
- Van juni tot september 2006: in het Provinciaal Natuurhistorisch Museum Natura Docet in Denekamp
- Van 17 september 2009 tot 3 januari 2010: Dicht bij de natuur in het Noordbrabants Museum in 's-Hertogenbosch
- Van 29 september 2018 tot en met 17 maart 2019: Tekenen is ademen in het Noord-Veluws Museum in Nunspeet